# Epístola a los efesios

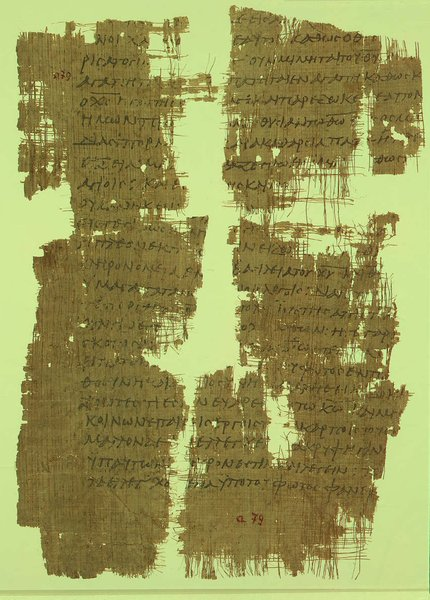
Papiro 49, del siglio III, con un manuscrito de la carta a los efesios.

La Epístola a los efesios, abreviada generalmente Efesios, es el décimo libro del Nuevo Testamento. Se atribuye su escritura a Pablo de Tarso en Roma para sus seguidores de la Iglesia de Éfeso (en Asia Menor) alrededor del mismo tiempo del escribir la Epístola a los colosenses, y ambos textos tienen muchos puntos en común. A partir de 1792, algunos estudiosos la han definido como deuteropaulina, es decir, escrita con el nombre de Pablo por un autor posterior que ha sido influido por su pensamiento.

## Contenido
La Epístola a los colosenses es, en su mayor parte, polémica, diseñada para refutar ciertas doctrinas teosóficas que habían entrado en la iglesia de Colosas. En cuanto a los efesios, no parecen basarse en algún asunto en particular, es simplemente una carta escrita por causa del amor del apóstol Pablo a sus seguidores en ese lugar, e indica su deseo de que ellos pudieran entender todas sus órdenes así como su comprensión personal del evangelio. 

## Temas
Según el estudioso del Nuevo Testamento Daniel Wallace, el tema puede enunciarse pragmáticamente como «Cristianos, ¡llevaos bien! Mantengan prácticamente la unidad que Cristo ha efectuado posicionalmente con su muerte» 
Otro tema importante en Efesios es el mantenimiento del cuerpo de Cristo (es decir, la Iglesia) puro y santo. 

Por tanto, sed imitadores de Dios, como hijos amados. Y andad en amor, como Cristo nos amó y se entregó a sí mismo por nosotros, ofrenda y sacrificio a Dios en olor fragante.
Esfesios 5:1-2

.
En la segunda parte de la carta, Efesios 4:17-6:20, el autor da consejos prácticos sobre cómo llevar un estilo de vida santo, puro e inspirado en Cristo.

## Composición
Según la tradición, el apóstol Pablo escribió la carta mientras estaba en prisión en Roma (hacia el año 62 d. C.). Esto sería más o menos en la misma época que la Epístola a los Colosenses (a la que se parece en muchos puntos) y la Epístola a Filemón. Sin embargo, muchos eruditos críticos han cuestionado la autoría de la carta y sugieren que puede haber sido escrita entre los años 80 y 100 d. C.

## Bosquejo
1. Salutación (Efesios 1:1-2)
2. La iglesia en el propósito de Dios (Efesios 1:3-14)
3. La iglesia en el poder de Dios (Efesios 1:15-2:10)
4. La iglesia como la casa de Dios (Efesios 2:11-22)
5. La iglesia como la revelación de Dios (Efesios 3:1-13)
6. La iglesia y la plenitud de Dios (Efesios 3:14-21)
7. La iglesia y los estándares de Dios (Efesios 4:1-6:9)
8. La iglesia y la armadura de Dios (Efesios 6:10-20)
9. Conclusión (Efesios 6:21-24)

## Viajes de Pablo a Éfeso
La primera visita de Pablo a Éfeso fue solo de tres meses. Se encuentra la historia en Hechos 18:19-21. La obra que fue empezada allí fue avanzada por Apolos (Hechos 24-26), Priscila y Aquila.
Sobre su segunda visita, a principios del año siguiente, él permaneció en Éfeso "tres años", ya que descubrió que esa región era la llave a las provincias occidentales de Asia Menor. Aquí "una puerta grande y eficaz" le fue abierta (1Corintios 16:9) y la iglesia fue establecida y reforzada por sus diligentes trabajos allí (Hechos 20:20-31). Desde Éfeso extendió el evangelio por el extranjero "casi en toda Asia" (Hechos 19:26). La Palabra "poderosamente creció y prevaleció" a pesar de toda la oposición y persecución que él encontró.
Sobre su último viaje a Jerusalén, el apóstol desembarcó en Mileto y, tras convocar a los líderes de la Iglesia de Éfeso, les dio un discurso de despedida, ya que sabía que no los volvería a ver. En él les exhortó a mirar por ellos mismos y por todo el rebaño, después de orar hubo gran llanto de todos porque no verían más su rostro (Hechos 20:18-35).
Sin embargo, Pablo dijo ser abandonado en Éfeso al menos una vez en 2 Timoteo 1:15.

## Autoría
El primer Versículo de la carta identifica a Pablo como su autor. Mientras que las primeras listas de libros del Nuevo Testamento, incluido el fragmento muratoriano y posiblemente el canon de Marción (si ha de equipararse con la Epístola a los laodicenses), atribuyen la carta a Pablo, más recientemente se ha cuestionado la autoría paulina basándose en la sintaxis, terminología y escatología característicamente no paulinas de la carta. 
El biblista Harold Hoehner, haciendo un estudio de 279 comentarios escritos entre 1519 y 2001, descubrió que el 54% estaba a favor de la autoría paulina, el 39% concluía en contra de la autoría paulina y el 7% permanecía incierto. Norman Perrin y Dennis C. Duling encontraron que de seis referencias eruditas autorizadas, «cuatro de las seis se deciden por la pseudonimia, y las otras dos (Comentario de Peake sobre la Biblia y el Comentario bíblico de Jerónimo) reconocen las dificultades para mantener la autoría paulina. De hecho, las dificultades son insuperables».El biblista Raymond E. Brown afirma que alrededor del 80% de la erudición crítica juzga que Pablo no escribió Efesios.: p.47 
La comunidad académica se encuentra dividida con respecto a la autoría de la epístola de Efesios, pudiéndose resumir en 4 posturas.
- La postura tradicional que establece que la epístola fue escrita por Pablo. Para ello se basa en la propia epístola (el primer versículo de la carta identifica a Pablo como su autor) así como las primeras listas de libros del Nuevo testamento, incluyendo el canon de Marción y el fragmento Muratorio.
  - Estudiosos[15]  modernos que apoyan esta postura incluyen a Frank Thielman, Ezra Abbot, Asting, Gaugler, Grant, Harnack, Haupt, Fenton John Anthony Hort, Klijn, Johann David Michaelis, A. Robert, and André Feuillet, Sanders, Schille, Brooke Foss Westcott, and Theodor Zahn
- Escrito por Pablo pero con interpolaciones de otro autor.
  - Esta postura es defendida por Albertz, Benoit, Cerfaux, Goguel, Harrison, H. J. Holtzmann, Murphy-O'Connor, and Wagenfuhrer.
- Escrito por un autor distinto, basándose en el estudio sintáctico y léxico de las cartas de Pablo así como su terminología y escatología.
  - Entre los académicos que apoyan esta postura podemos encontrar a  Allan, Beare, Brandon, Bultmann, Conzelmann, Dibelius, Goodspeed, Kilsemann, J. Knox, W.L. Knox, Kümmel, K and S Lake, Marxsen, Masson, Mitton, Moffatt, Nineham, Pokorny, Schweizer, and J. Weiss.
- Otro grupo concluye que falta evidencia que pueda llevar a una conclusión sobre el tema.
  - En este grupo se encontrarían los siguientes autores: Cadbury, Julicher, McNeile, and Williams.

## Fecha y lugar de la epístola
Si Pablo fue el autor de la epístola esta sería escrita en Roma durante el primer encarcelamiento de Pablo (Efesios 3:1, Efesios 4:1, Efesios 6:20) y probablemente inmediatamente después de su llegada allí, por el año 62, cuatro años después de haberse separado de los líderes de Éfeso en Mileto. Sin embargo, los estudiosos que niegan la autoría de Pablo datan la carta entre el 70 - 80 d. C. En este caso, la carta podría haberse escrito dentro de la misma iglesia de Éfeso.
Aunque la mayoría de las traducciones inglesas indican que la carta iba dirigida a «los santos que están en Éfeso» (1:1), las palabras «en Éfeso» no aparecen en los mejores y más antiguos manuscritos de la carta, lo que ha llevado a la mayoría de críticos textuales, como Bart Ehrman, a considerar las palabras como una interpolación.  Esta falta de referencias internas a Éfeso en los primeros manuscritos puede haber inducido a Marción, un heresiarca del siglo II quien creó el primer canon del Nuevo Testamento, a creer que la carta estaba dirigida en realidad a la iglesia de Laodicea. Para más detalles véase Epístola a los laodicenses..
Además, si se considera a Pablo como el autor, el carácter impersonal de la carta, que carece de saludos personales o de cualquier indicación de que el autor conozca personalmente a sus destinatarios, es incongruente con el relato de los Hechos de que Pablo permaneció más de dos años en Éfeso.  Por estas razones, la mayoría considera que Efesios es una carta circular destinada a muchas iglesias.  La Biblia de Jerusalén señala que algunos críticos piensan que las palabras «que son» habrían ido seguidas de un espacio en blanco que debía rellenarse con el nombre de «la iglesia a la que se enviara la carta». 

## Descripción
Efesios contiene:

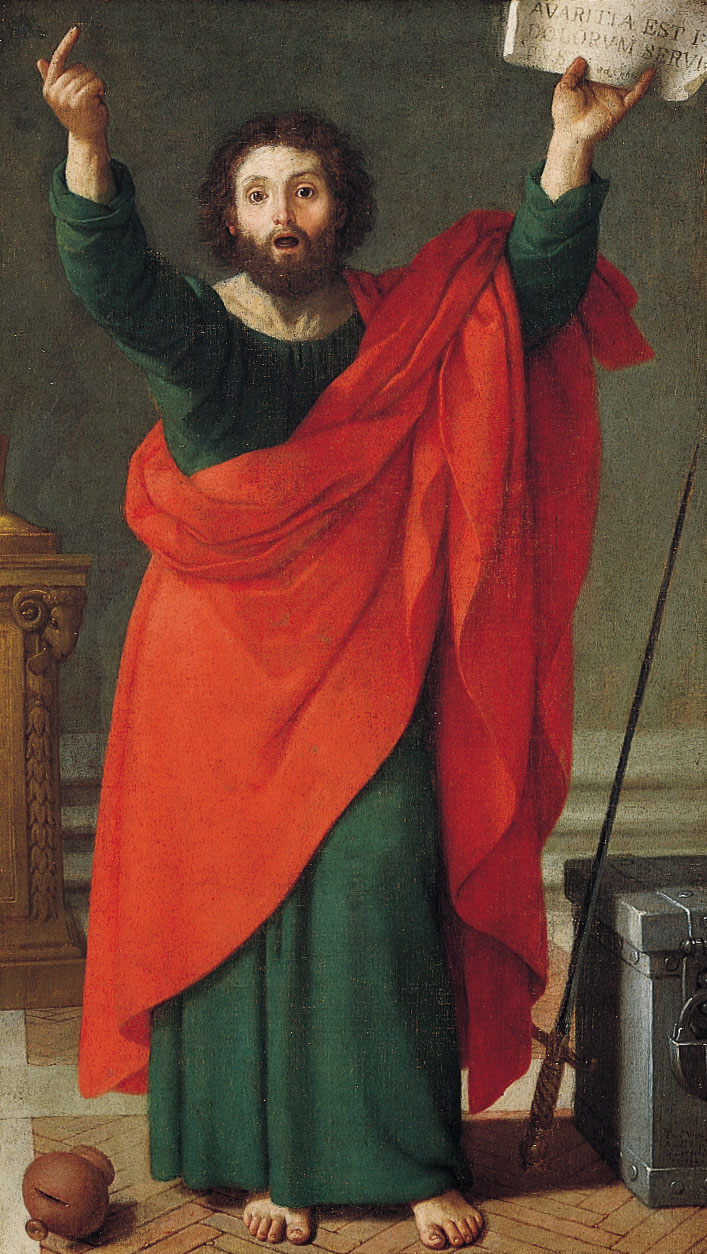
San Pablo, 1740, por Vieira Lusitano. El santo es representado predicando, sosteniendo un fragmento de la Epístola a los Efesios («avaritia est idolorum servitus»,) en su mano izquierda

- Efesios Efesios 1:1-2. El saludo, de Pablo a la iglesia de Éfeso.
- Efesios Efesios 1:3-Efesios 2:10. Un relato general de las bendiciones que revela el evangelio. Esto incluye la fuente de estas bendiciones, los medios por los que se alcanzan, la razón por la que se dan y su resultado final. La totalidad de la sección Efesios 1:3-23 consta en el griego original de tan solo dos frases largas y complejas.[19] Termina con una ferviente oración por el mayor enriquecimiento espiritual de los efesios.
- Efesios 2:11-3:21. Una descripción del cambio en la posición espiritual de los gentiles como resultado de la obra de Cristo. Termina con un relato de cómo Pablo fue seleccionado y calificado para ser un apóstol para los gentiles, con la esperanza de que esto les impida desanimarse y le lleve a orar por ellos.[20]
- Efesios 4:1-16. Un capítulo sobre la unidad en medio de la diversidad de dones entre los creyentes.[21]
- Efesios 4:17-6:9. Instrucciones sobre la vida ordinaria y las diferentes relaciones.[22]
- Efesios 6:10-24. La imaginería de la guerra espiritual (incluida la metáfora de la Armadura de Dios), la misión de Tíquico y las bendiciones de despedida.[23]

## Fundación de la iglesia en Éfeso
La primera y apresurada visita de Pablo por espacio de tres meses a Éfeso se registra en Hechos 18:19-21. La labor que inició en esta ocasión fue llevada adelante por Apolos y Aquila y Priscila. En su segunda visita a principios del año siguiente, permaneció en Éfeso «tres años», pues comprobó que era la llave de las provincias occidentales de Asia Menor. Aquí se le abrió «una puerta grande y eficaz», y la iglesia se estableció y fortaleció gracias a sus diligentes labores allí.  Desde Éfeso el evangelio se extendió «casi por toda Asia» La palabra «crecía poderosamente y prevalecía» a pesar de toda la oposición y persecución que encontró.
En su último viaje a Jerusalén, el apóstol desembarcó en Mileto y, convocando a los ancianos de la iglesia de Éfeso, les entregó un encargo de despedida, esperando no volver a verlos.
Se pueden trazar los siguientes paralelos entre esta epístola y el encargo de Milesio:
1. Hechos 20:19[29] = Efesios 4:2.[30] La frase «humildad de ánimo».
2. Hechos 20:27[31] = Efesios 1:11.[32] La palabra «consejo», que denota el plan divino.
3. Hechos 20:32[33] = Efesios 3:20.[34] La habilidad divina.
4. Hechos 20:32 = Efesios 2:20.[35] La edificación sobre el fundamento.
5. Hechos 20:32 = Efesios 1:14,18[36] «La herencia de los santos».

## Objetivo
El objetivo del autor no era realmente polémico, ya que no se menciona ningún error que él haya procurado indicar o refutar. El objeto del apóstol es asentar las bases de la nueva religión y definir la causa, la meta y el fin de la iglesia de los fieles en Cristo. Él habla a los Efesios como de un prototipo o de una muestra de la iglesia universal.
En la Epístola a los Romanos, Pablo escribe del punto de vista de justificación por la justicia imputada de Cristo; aquí él escribe del punto de vista de la unión al Redentor, y de ahí de la unidad de la iglesia verdadera de Cristo.
Según los seguidores del cristianismo, este es quizás el libro más profundo existente acerca de la iglesia, que toca las mayores profundidades de la doctrina cristiana, y escala las alturas de la experiencia cristiana; y el punto que el apóstol claramente esperó que los efesios lo entendiera es evidencia de la habilidad y madurez que los seguidores de Pablo habían alcanzado luego de su predicación en Éfeso.

## Estilo
El estilo de esta epístola es muy animado, y corresponde al estado de la mente del apóstol en el momento de la escritura. Extático debido al reporte que su mensajero le había traído de la fe y santidad de sus seguidores en la ciudad de Éfeso (Efesios 1), y llevado con la consideración de la sabiduría inescrutable de Dios mostrado con el trabajo del rescate del hombre, y de su amor asombroso hacia los gentiles en hacerles participantes por fe de todos los beneficios de la muerte de Cristo, él se eleva alto en sus sentimientos sobre los asuntos magníficos, y da sus pensamientos en la expresión sublime y copiosa.

## Adefesio
En español existe la palabra "adefesio" ('extravagancia', 'ridículo'), que proviene del latín ad efesios y se refiere a esta epístola. Existen varias interpretaciones (un somero análisis se encuentra en el artículo "adefesio").